# Initiative financière du Programme des Nations unies pour l'environnement
 (janvier 2025).
L’Initiative financière du Programme des Nations unies pour l’environnement (UNEP FI) est un partenariat public-privé établi par le Programme des Nations unies pour l'environnement (PNUE) et le secteur financier. L’Initiative regroupe plus de 200 membres parmi les leaders des banques, des fonds de placement, et des entreprises d’assurance.
UNEP FI vise à promouvoir une meilleure application des principes de développement durable à tous les niveaux opérationnels dans les institutions financières par l’intégration des critères environnementaux, sociaux et de gouvernance (ESG) dans la gestion des risques.
UNEP FI est connu pour avoir donné naissance et développé les Principles for Responsible Investment (PRI), qui regroupent plus de 900 signataires.
En 2012, l’UNEP FI compte parmi les trois fondateurs de la Déclaration du Capital naturel avec le Global Canopy Programme (Royaume-Uni) et la Fondation Getulio Vargas (Brésil).

## Historique
L’initiative est née de la mise en commun des forces d’un petit groupe de banques commerciales et du PNUE en 1991, après l’identification par celles-ci du besoin de redevabilité des impacts environnementaux de leurs opérations. En 1992, l’UNEP Financial Institutions Initiative est créée, suivie par l’UNEP Insurance Initiative (Initiative Assurance du PNUE) en 1995. Ces deux entités sont par la suite regroupées pour former, à partir de 2003, le partenariat actuel.
Pour accélérer les actions de décarbonation des institutions financières sur l’économie mondiale, le PNUE FI prend part à des coalitions avec des acteurs du secteur financier — des investisseurs, des banques et des (ré)assureurs —. En 2019 est fondée l'alliance des grands établissements financiers en faveur du climat, la Net-Zero Asset Owner Alliance (NZAOA) en partenariat avec le Principles for Responsible Investment. En avril 2021, le PNUE FI lance le Net-Zero Banking Alliance (NZBA), puis en juillet 2021 le Net-Zero Insurance Alliance (NZIA). Les membres des alliances regroupent les institutions financières qui s'engagent à atteindre des objectifs d’émissions de gaz à effet de serre nettes nulles (net-zero) dans leurs portefolios d’ici 2050, en accord l’Accord de Paris sur le climat. Les membres collaborent dans des groupes de travail pour développer ensemble des outils et méthodes.
Lors de la Conférence de Glasgow de 2021 sur les changements climatiques, la NZBA rassemble un peu plus de 140 banques, d'une quarantaine de pays, qui s'engageant à atteindre l'objectif de zéro émission nette de gaz à effet de serre dans leurs activités de prêts, d'investissements et de marchés de capitaux d'ici à 2050.

### Désengagement des banques américaines en 2025
En janvier 2025, à la suite de l'accession des républicains à tous les leviers du pouvoir aux États-Unis, aboutissant à l'élection présidentielle américaine de Donald Trump, les six plus grands groupes bancaires américains, la Bank of America, Citigroup, Goldman Sachs, JPMorgan Chase, Morgan Stanley et Wells Fargo se désengagent de l'alliance bancaire mondiale pour le climat, favorables à la transition énergétique,,.
Morgan Stanley affirme poursuivre les objectifs fixés pour 2030 en matière de réduction des émissions liées à son portefeuille de prêts. L'Écho souligne que les banques américaines pourraient avoir choisi de quitter la NZBA pour des raisons politiques et juridiques, en lien avec le retour de Donald Trump à la Maison-Blanche. Plusieurs responsables politiques du Parti républicain américain ayant critiqués les banques américaines pour leur adhésion à la NZBA, les accusant d'enfreindre les règles de la concurrence en limitant le financement des entreprises de combustibles fossiles. Certains États, comme le Texas, pourraient menées envers elles des poursuites judiciaires .
Selon le rapport Banking on Climate Chaos 2024 de l’ONG Reclaim Finance, les banques américaines ont contribué en 2023 à hauteur de 30 % d’investissements des 60 plus grandes banques privées mondiales pour financer les énergies fossiles, représentant une contribution de 211,5 milliards de dollars</ref name="3">.

## Déclaration
La déclaration du PNUE IF constitue la colonne vertébrale de l’initiative. Elle met en place une liste de lignes directrices de base qui doivent être suivies par les institutions de façon à adhérer aux principes de durabilité en question. Ces principes légalement non contraignants sont respectés sur une base volontaire, de sorte que la redevabilité se trouve déléguée à l’institution.
Les signataires deviennent membres de l’initiative en payant des frais nominaux. La logique du statut de membre est que le développement de pratiques durables dans les activités commerciales peuvent accroître les profits en catalysant le principe de triple performance (triple bottom line), principe qui agit comme une incitation aux institutions de prêt et aux investisseurs par une RSE (responsabilité sociale des entreprises) améliorée.

## Organisation
UNEP FI est organisée à la fois sur une base régionale et sur une base sectorielle. UA niveau sectoriel, il existe un partagé des tâches entre les commissions (par secteur financier d’activité) et entre les groupes de travail (par thème lié au développement durable).
Les forces opérationnelles régionales de l’UNEP FI sont localisés en Asie-Pacifique, en Amérique du Nord, en Amérique latine, en Afrique et en Europe.
Les commissions sectorielles existent sur le domaine bancaire, de la gestion d’actifs et d'assurance.
Les groupes de travail sont les suivants :
Changements climatiques,
Biodiversité,
Eau,
Immobilier,
Droits de l’Homme.
L’UNEP FI propose par ailleurs des formations, dont :
la formation d'Analyse des risques environnementaux et sociaux et la formation Changements climatiques.

## Global Roundtable
UNEP FI tient un sommet bisannuel, la Global Roundtable, avec l’objectif de déclencher le dialogue entre les secteurs public et privé sur la question de la finance durable. Depuis le succès de la première édition de la Global Roundtable – celle de Genève en 1994, les GRT deviennent des événements majeurs l’agenda mondial du développement durable. Chaque table ronde se tient dans une ville différente.
| Année | Secteur financier | Lieu       |
| ----- | ----------------- | ---------- |
| 1994  | Banque            | Genève     |
| 1995  | Banque            | Londres    |
| 1996  | Assurance         | Londres    |
| 1997  | Banque            | New York   |
| 1997  | Assurance         | Tokyo      |
| 1998  | Banque            | Cambridge  |
| 1999  | Banque            | Chicago    |
| 1999  | Assurance         | Oslo       |
| 2000  | Tous              | Francfort  |
| 2002  | Tous              | Rio        |
| 2003  | Tous              | Tokyo      |
| 2005  | Tous              | New York   |
| 2007  | Tous              | Melbourne  |
| 2009  | Tous              | Le Cap     |
| 2011  | Tous              | Washington |